# Gruben
Gruben är en förort, belägen 4 kilometer öster om Mo i Rana, i Rana kommun i Nordland. Orten ligger öster om Ranfjord och på södra sidan av Ranälven. E12 passerade tidigare Gruben, men sedan 1995 passerar vägen på norra siden av orten. Også Nordlandsbanen passerar norra sidan av Gruben. Efter en rondell, var E12 och E6 möts, blir E12 omvandlat till Fylkesväg 17, medan E6 fortsätter over Selfors bro til Selfors och vidare mot nord.
Gruben kirke från 1965, befinner sig på orten. Gruben har en barneskole, fyra barnträdgårdar, två livsmedelsbutiker och ett antal mindre företag.
Orten har 5 196 invånare (2008).